# 王曰溫
王曰溫（1645年—1686年），字子厚，號綠野。河南鄢陵縣人。清朝政治人物。

## 生平
康熙六年（1667年）中式丁未科進士。選宏文院庶吉士，散館改兵科給事中。官至太常寺少卿。著作有《都谏奏议》、《赐宴纪事》、《南行纪事》、《东行纪事》及《传青堂集》等。

## 家族
父王鳴球。